# Connecticut

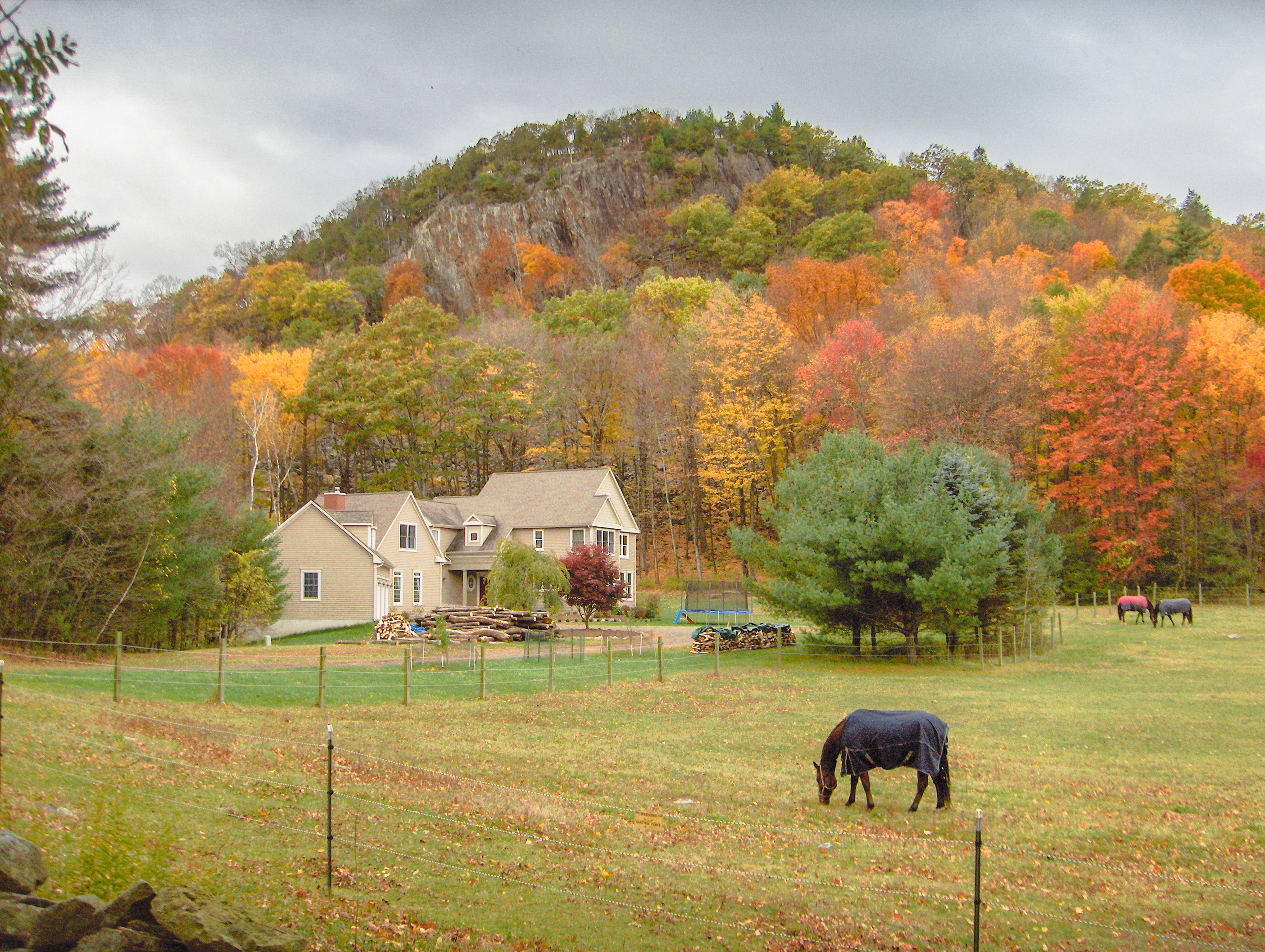

Connecticut (pronunțat /kəˈnɛtɪkət/; a doua literă c este mută) este un stat al Statelor Unite ale Americii situat în partea de nord-est a țării.  Connecticut este unul din cele 13 state originare (foste colonii ale Marii Britanii constituind Noua Anglie) fondatoare a Statelor Unite, al cincilea în ordinea ratificării Constituției Statelor Unite.

## Geografie
Connecticut se învecinează cu Long Island Sound la sud, la vest cu statul New York, la nord cu Massachusetts, iar la est cu Rhode Island. Capitala statului este Hartford, iar alte orașe mari sunt New Haven, New London, New Britain, Norwich, Milford, Norwalk, Stamford, Waterbury, Danbury și Bridgeport. În Connecticut sunt încorporate 169 orașe. Între orașele Hartford și New Haven există o competiție economică și mândrie civică continuă, care datează din timpurile când aceste orașe au fost pe rând capitala statului, ba chiar și din timpurile rivalității dintre colonia New Haven și colonia Connecticut. Cel mai înalt punct din Connecticut este Bear Mountain în Salisbury în colțul de nord-est a statului. Cel mai înalt punct este chiar la est de unde se întâlnesc Connecticut, Massachusetts și New York (42° 3' N; 73° 29' W), pe partea de sud a Mount Frissell, vârful căruia se află în apropiere de Massachusetts.
Râul Connecticut curge prin centrul statului, revărsându-se în Long Island Sound, gura Connecticutului în Oceanul Atlantic. Necătând la dimensiunea sa, statul are variații regionale în topografie și cultură, de la moșiile bogate a "Coastei de aur" a comitatului Fairfield până la munții laminați și fermele de cai din Litchfield Hills a Connecticutuluiu de nord-vest. Regiunile rurale ale Connecticutului, cât și orășelele din colțurile din nord-est și din nord-vest ale statului contrastează mult cu orașele sale industrializate, amplasate dealungul autobanelor costale de la hotarul cu New York până la New Haven, apoi spre nord până la Hartford, de asemenea mai departe pe coastă până la New London. Multe orașe sunt amplasate în jurul unui parc mic, cunoscut ca (verde) "green", (spre exemplu ca New Haven Green), Litchfiled Green și New Milford Green (cel mai mare din stat). Lângă green poate fi amplasată o bisericuță albă, un meeting-hall (sală de întruniri) al orașului, o tavernă și câteva case coloniale. Păduri, râuri, lacuri, cascade și plaje cu nisip contribuie la frumusețea statului.
Hotarul de nord al statului cu Massachusetts este marcat distinctiv de Southwick Jog/Grandby Notch, o deviere pătrată de aproximativ 4 kilometri (2,5 mile) în Connecticut, ușor spre vest de centrul hotarului. Întrucâtva surprinzător, originea reală a acestei anomalii nu este absolut clară, cu istorii variind de la cercetători care erau turmentați, încercând să ocolească indienii ostili lor, sau luând o scurtătură prin râul Connecticut; rezidenți ai Massachusetts-ului care încercau să ocolească taxele mari ale statului în favoarea taxelor joase din Connecticut; interesul locuitorilor Massachusetts-ului în resursele reprezentate de Lacurile Congamont care sunt amplasate la hotarul acestui "jog" (zdruncinătură) și necesitatea de a compensa statul Massachusetts pentru o bucată de teritoriu dată Connecticut-ului din cauza lucrului greșit al cercetătorilor. Disputa asupra hotarului a încetinit dezvoltarea în regiune, întrucât nici statul n-ar fi investit în serviciile publice pentru acest teritoru până când disputa n-ar fi fost rezolvată.
Hotarul de sud-vest al Connecticut-ului, unde acesta se învecinează cu statul New York, este marcat de o fâșie de pământ în Fairfield County, înglobând orașele Greenwich, Stamford, New Canaan și Darien. Această iregularitate în hotar este rezultatul a însăși o parte a Connecticut-ului, în schimbul a echivalentului care se extinde spre nord de la Ridgefield până la hotarul cu Massachusetts, cât și o revendicare asupra orașului Rye.

## Demografie

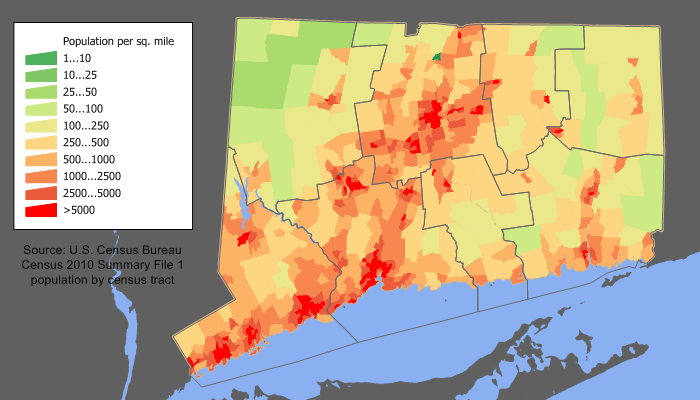
Densitatea populației statului Connecticut

### Structura rasială
Populația totală a statului în 2010: 3,574,097
Structura rasială în conformitate cu recensământul din 2010:
- 77.6% Albi (2,772,410)
- 10.1% Negri (362,296)
- 5.6% Altă rasă (198,466)
- 3.8% Asiatici (135,565)
- 2.6% Două sau mai multe rase (92,676)
- 0.3% Amerindieni (11,256)
- Hawaieni Nativi sau locuitori ai Insulelor Pacificului (1,428)